# Untersiemau

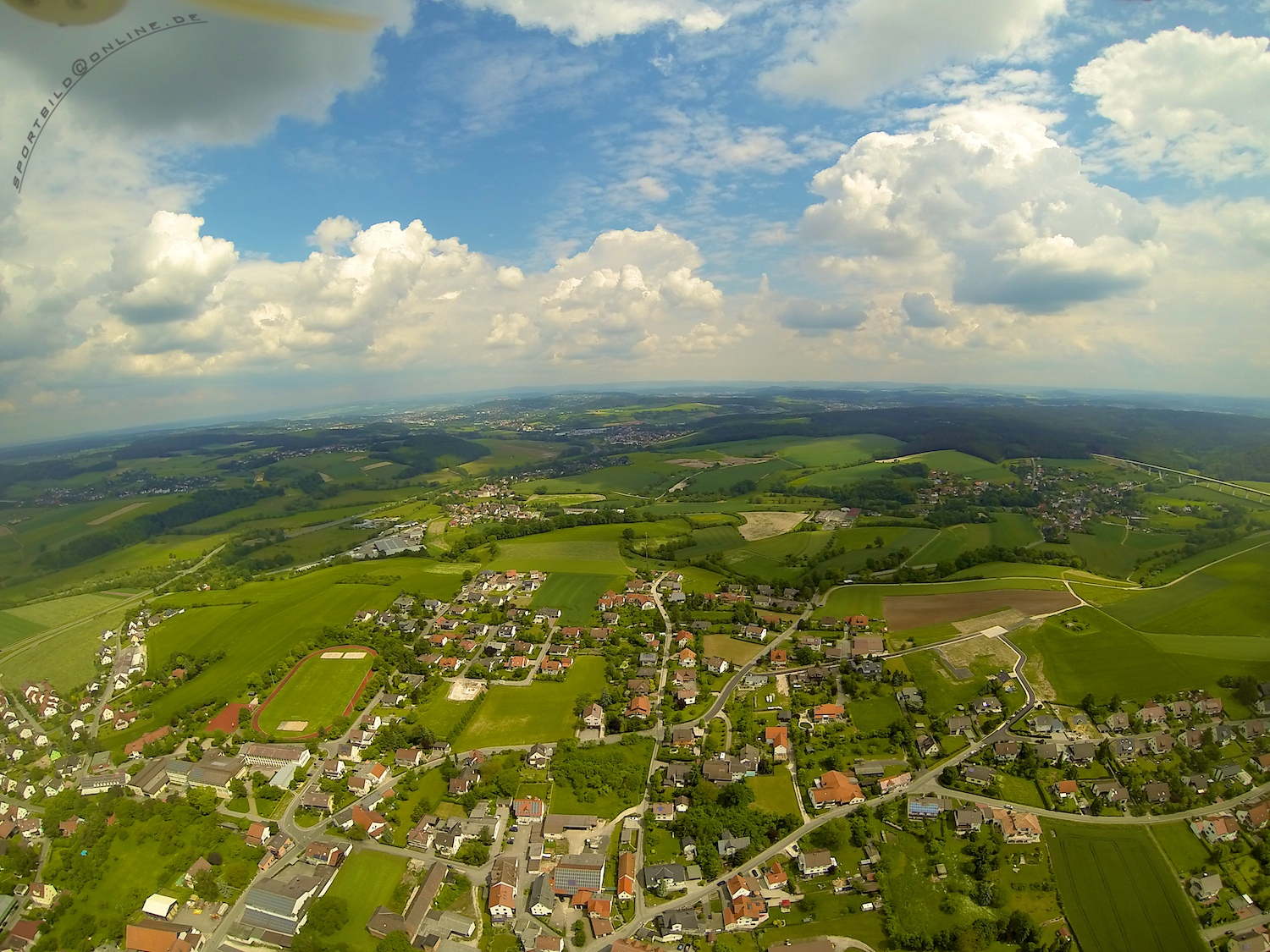
Untersiemau

Untersiemau ist eine Gemeinde im Süden des oberfränkischen Landkreises Coburg.

## Geografie

### Lage
Untersiemau liegt am Ostrand des Itzgrunds etwa zehn Kilometer südlich von Coburg auf einer Höhe von etwa 300 Metern. Östlich des Ortes erstreckt sich der Lichtenfelser Forst.

### Gemeindegliederung
Es gibt neun Gemeindeteile (in Klammern ist der Siedlungstyp angegeben):
- Birkach a.Forst (Dorf)
- Haarth (Dorf)
- Meschenbach (Dorf)
- Obersiemau (Dorf)
- Scherneck (Pfarrdorf)
- Stöppach (Dorf)
- Untersiemau (Pfarrdorf)
- Weißenbrunn a.Forst (Dorf)
- Ziegelsdorf (Dorf)

## Geschichte
Untersiemau wurde erstmals um das Jahr 800 in den Traditionen des Klosters Fulda, die auf einer Abschrift im Codex Eberhardi aus dem 12. Jahrhundert beruhen, als „Suome“ genannt. Damit ist Untersiemau eine der ältesten Ortschaften der Region. Der Ortsname ist slawischen Ursprungs und veränderte sich mit der Zeit über „Soumen“, „Sirmau“ und „Nieder Simau“ zu „Untersiemau“. Die Gründungszeit des Ortes wird circa auf das Jahr 600 datiert.
Lokaladel war die Familie der Schenk von Siemau, deren Wappen Bestandteil des Ortswappens ist und die 1392 mit einer Stiftung die heutige Salvatorkirche gründete.
Bis 1521 war Untersiemau als allodialer Kleinstaat Siemau zusammen mit den Nachbarorten Weißenbrunn am Forst, Birkach am Forst und Obersiemau weitgehend unabhängig, danach gehörte das Gebiet zu Coburg. Im Bauernkrieg 1525 wurden die Kirche, das Schloss und der Rest des Dorfes in Brand gesteckt und geplündert. 1527 wurde in der gesamten Kirchengemeinde die evangelisch-lutherische Lehre eingeführt.
Im Dreißigjährigen Krieg wurde der Ort ab 1632 mehrmals geplündert, 1634 niedergebrannt und zerstört. Untersiemau wurde danach wieder aufgebaut und wuchs nach dem Frieden von Münster wieder. Der letzte der Schenken von Siemau starb 1634. 1637 erwarb Hans Adam von Könitz (1591–1648) das Wasserschloss. 1784 erhielt Christian Ferdinand von Könitz das Dorf Untersiemau als Rittermannlehen. 1866 starb mit Friedrich Adolf Hermann von Könitz der letzte Herr auf Untersiemau.
1812 wurde Obersiemau, das zwischenzeitlich zu Buch am Forst gehörte, auf Wunsch der Obersiemauer Bevölkerung wieder der Kirchengemeinde Untersiemau zugeordnet.
Die Brauerei Raab existierte von 1813 bis 1981. Die Brauerei Murmann nahm 1862 als Brauerei Höllein den Braubetrieb auf. Ab 1924 führte Richard Murmann, der Schwiegersohn von August Höllein, die Brauerei, die zwischen 1953 und 1955 unter Prinzenbräu firmierte. Seit 1987 ist Eberhard Murmann Braumeister.
Am 4. Dezember 1900 wurde im Beisein des Regenten Ernst II. zu Hohenlohe-Langenburg feierlich der Bahnhof Siemau-Scherneck mit der Itzgrundbahn eröffnet.
Das Gemeindegebiet gehörte zum Herzogtum Sachsen-Coburg und anschließend zum Freistaat Coburg, der sich nach einer Volksbefragung am 30. November 1919 am 1. Juli 1920 dem Freistaat Bayern anschloss.
Am 12. April 1945 wurde der Ort am Ende des Zweiten Weltkriegs kampflos von den Amerikanern eingenommen. Dies war den Bemühungen des Untersiemauer Hauptlehrers Max Roth zu verdanken, der die dort stationierte SS-Einheit von der Sinnlosigkeit einer Verteidigung überzeugen konnte. Am selben Tag wurde der gesamte Itzgrund von den Amerikanern besetzt.
Mit dem Ende des Kriegs kamen viele Flüchtlinge aus Niederschlesien nach Untersiemau, vor allem aus den Landkreisen Bunzlau und dem Oels.
Etwa ein Jahr später, am 9. September 1946, kamen Vertriebene aus dem Landkreis Freiwaldau im Sudetenland, die meisten davon aus Domsdorf, heute Tomíkovice, mit der Eisenbahn am Siemauer Bahnhof an. Wie die geflüchteten Niederschlesier integrierten sie sich mit der Zeit in die Dorfgemeinschaft. Die katholische Christkönigskirche wurde im Jahr 1964 geweiht.
Die Gemeinde entstand in den Jahren 1971/78 durch die Gemeindegebietsreform. Von 1978 bis Ende 1989 war sie Mitglied der Verwaltungsgemeinschaft Untersiemau.

### Eingemeindungen
| Gemeindeteil         | Einwohner (1970) | Einwohner (2010) | Einwohner (2020) | Datum der Eingemeindung | Anmerkung                    |
| -------------------- | ---------------- | ---------------- | ---------------- | ----------------------- | ---------------------------- |
| Birkach am Forst     | 273              | 210              | 227              | 01.01.1978              |                              |
| Haarth               | 229              | 463              | 441              | 01.07.1972              |                              |
| Meschenbach          | 196              | 352              | 340              | 01.01.1975              |                              |
| Obersiemau           | 206              | 177              | 183              | 01.01.1978              |                              |
| Scherneck            | 615              | 636              | 613              | 01.05.1978              |                              |
| Stöppach             | 320              | 408              | 382              | 01.07.1972              |                              |
| Untersiemau          | 1615             | 1512             | 1619             |                         |                              |
| Weißenbrunn am Forst | 336              | 387              | 369              | 01.07.1971              |                              |
| Ziegelsdorf          | 43               | 23               | 30               | 1963                    | Eingemeindung nach Scherneck |
| Gesamt               | 3833             | 4168             | 4204             |                         |                              |

Anmerkung: Die Einwohnerzahlen von 1970 ergaben sich bei der Volkszählung vom 27. Mai 1970. Die Einwohnerzahlen von 2010 stammen vom 11. Februar 2010.

### Einwohnerentwicklung
Im Zeitraum 1988 bis 2018 wuchs die Gemeinde von 3813 auf 4148 um 335 Einwohner bzw. um 8,8 %. Ein Höchststand wurde am 31. Dezember 1999 mit 4360 Einwohnern erreicht.

## Politik

### Bürgermeister
Erster Bürgermeister ist Rolf Rosenbauer (CSU), der 2014 mit 52,8 Prozent der gültigen Stimmen den Amtsinhaber Michael Boßecker (SPD) ablöste. Bei der Wahl 2020 wurde er ohne Gegenkandidaten mit 95,8 Prozent der gültigen Stimmen wiedergewählt.

### Gemeinderat
Seit der Wahl des Gemeinderats am 15. März 2020 verteilen sich die Sitze wie folgt auf die einzelnen Parteien und Wählergruppen:
| Partei/Wählergruppe | Sitze |
| ------------------- | ----- |
| CSU                 | 6     |
| SPD                 | 4     |
| FW                  | 3     |
| UWG                 | 3     |

### Wappen
|  | Blasonierung: „In Rot unter goldenem Zinnenschildhaupt ein nach links gerichteter silberner Wellenschrägbalken, der mit drei blauen Fischen belegt ist.“ |
|  | |

## Sehenswürdigkeiten

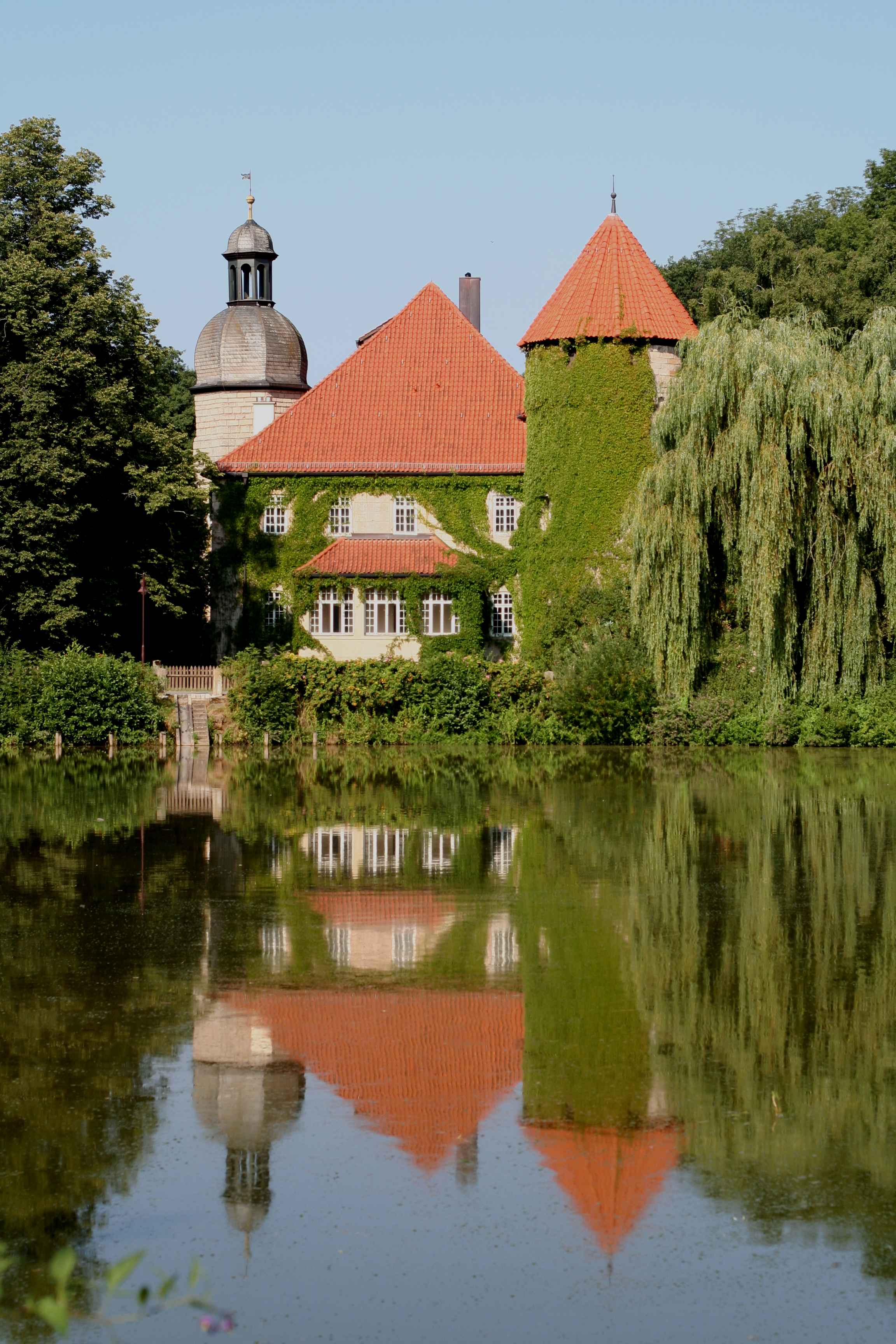
Wasserschloss in Untersiemau

- Planetenweg, der erste astronomische Lehrpfad Deutschlands
- Wasserschloss Untersiemau
- Oberes Schloss Untersiemau
- Kräutergarten der Apotheke
- Mausoleum in Ziegelsdorf
- Evangelisch-lutherische Pfarrkirche Scherneck

## Verkehr

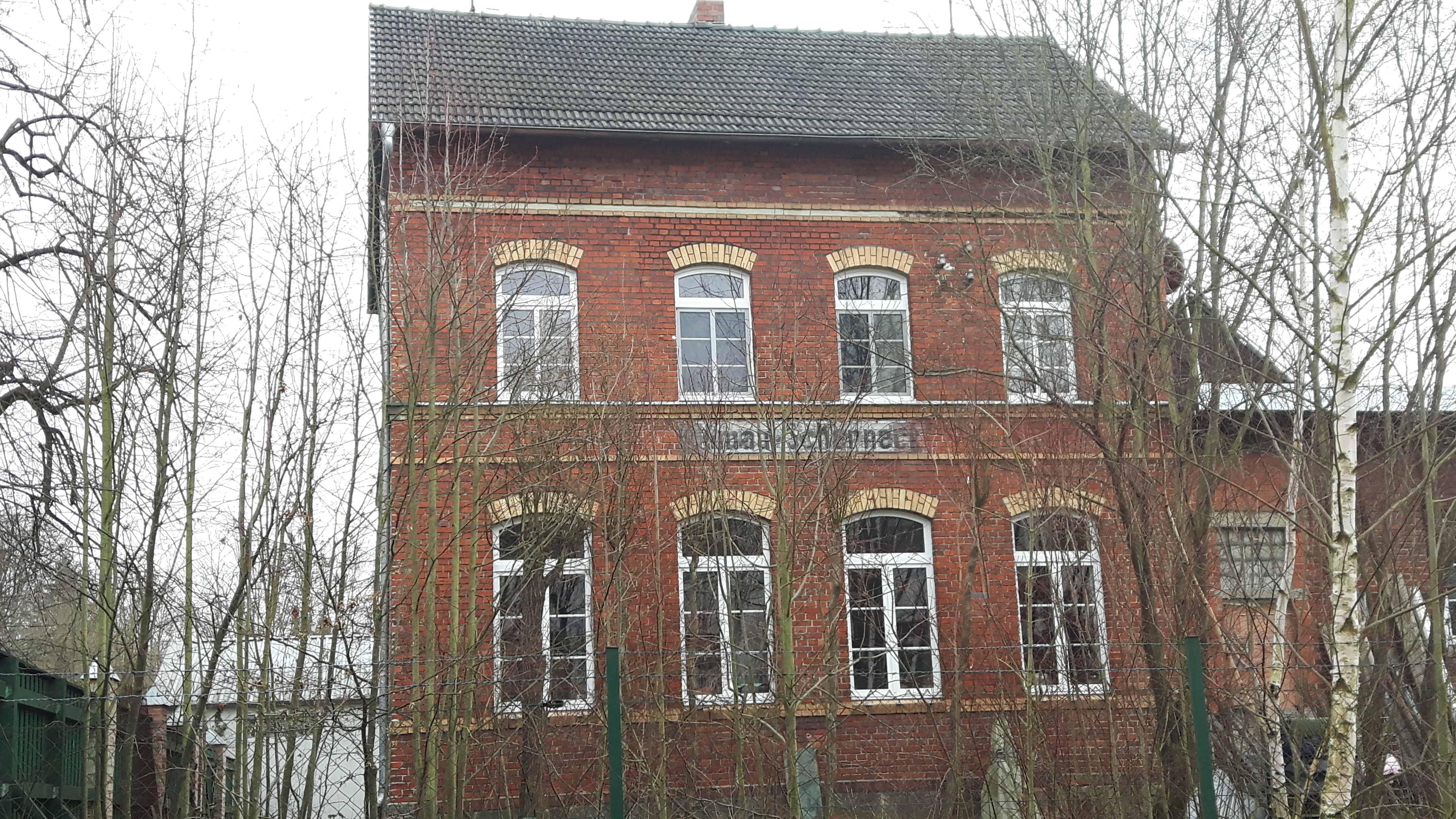
Ehemaliger Bahnhof in Untersiemau

Untersiemau hat eine Anschlussstelle an der von Untersiemau bis Coburg vierspurig ausgebauten B 4, die durch das westliche Gemeindegebiet verläuft. Die Kreisstraße CO 28, früher Teil der B 289, verbindet Untersiemau über Obersiemau und Buch am Forst mit Lichtenfels. Am 5. September 2008 wurde im Rahmen der Verkehrsprojekte Deutsche Einheit die A 73 mit der Anschlussstelle Untersiemau fertiggestellt.
Untersiemau besaß früher mit dem Bahnhof Siemau-Scherneck an der Itzgrundbahn einen Bahnanschluss zum Coburger Stadtteil Creidlitz. Dieser wurde bis 1984 im Personenverkehr bedient, stillgelegt wurde die Strecke 2001. Die Schienen wurden 2005 entfernt und auf der Strecke wurde ein Radweg in Richtung Coburg eingerichtet. Nächstgelegener Bahnhof ist heute der 4 Kilometer entfernte  Bahnhof Creidlitz, die nächstgelegenen größeren Bahnhöfe mit Fernverkehrshalten sind die rund 10 Kilometer entfernten Bahnhöfe Coburg und Lichtenfels. Die Schnellfahrstrecke Nürnberg–Erfurt führt, unter anderem mit dem 931 m langen Tunnel Lichtenholz und der Talbrücke Weißenbrunn am Forst, östlich am Ort vorbei.

## Persönlichkeiten
- Friedrich Hofmann (1904–1965), Generaldekan der Bundeswehr
- Otto Regenspurger (1939–2003), Politiker
- Hermann Louis (von) Schroedel (1864–1943), Kommerzienrat und Verleger, erwarb 1911 das Untere Schloss und ließ umfangreiche Renovierungsarbeiten durchführen.[16]
- Karl Zeitler (1943–2013), Politiker

## Dialekt
In Untersiemau wird Itzgründisch, ein mainfränkischer Dialekt, gesprochen.